# Ricinoides karschii
Ricinoides karschii — вид павукоподібних ряду Рицінулеї (Ricinulei). Він зустрічається у тропічних лісах Габону, Конго та Демократичної республіки Конго.